# 14027 Ichimoto
14027 Ichimoto este o planetă minoră (asteroid), cu un diametru de 2,983 km, din centura de asteroizi. A fost descoperită pe 2 octombrie 1994 la Kitami Observatory⁠(d) de Kin Endate. 
Obiectul prezintă o orbită caracterizată de o semiaxă mare de 2,565519 UAi, o excentricitate de 0,25, o înclinație de 6,34792 ° în raport cu ecliptica.